# Nepenthes hurrelliana
Nepenthes hurrelliana este o specie de plante carnivore din genul Nepenthes, familia Nepenthaceae, ordinul Caryophyllales, descrisă de Martin Roy Cheek și Anthony L. Lamb. Conform Catalogue of Life specia Nepenthes hurrelliana nu are subspecii cunoscute.

## Galerie de imagini

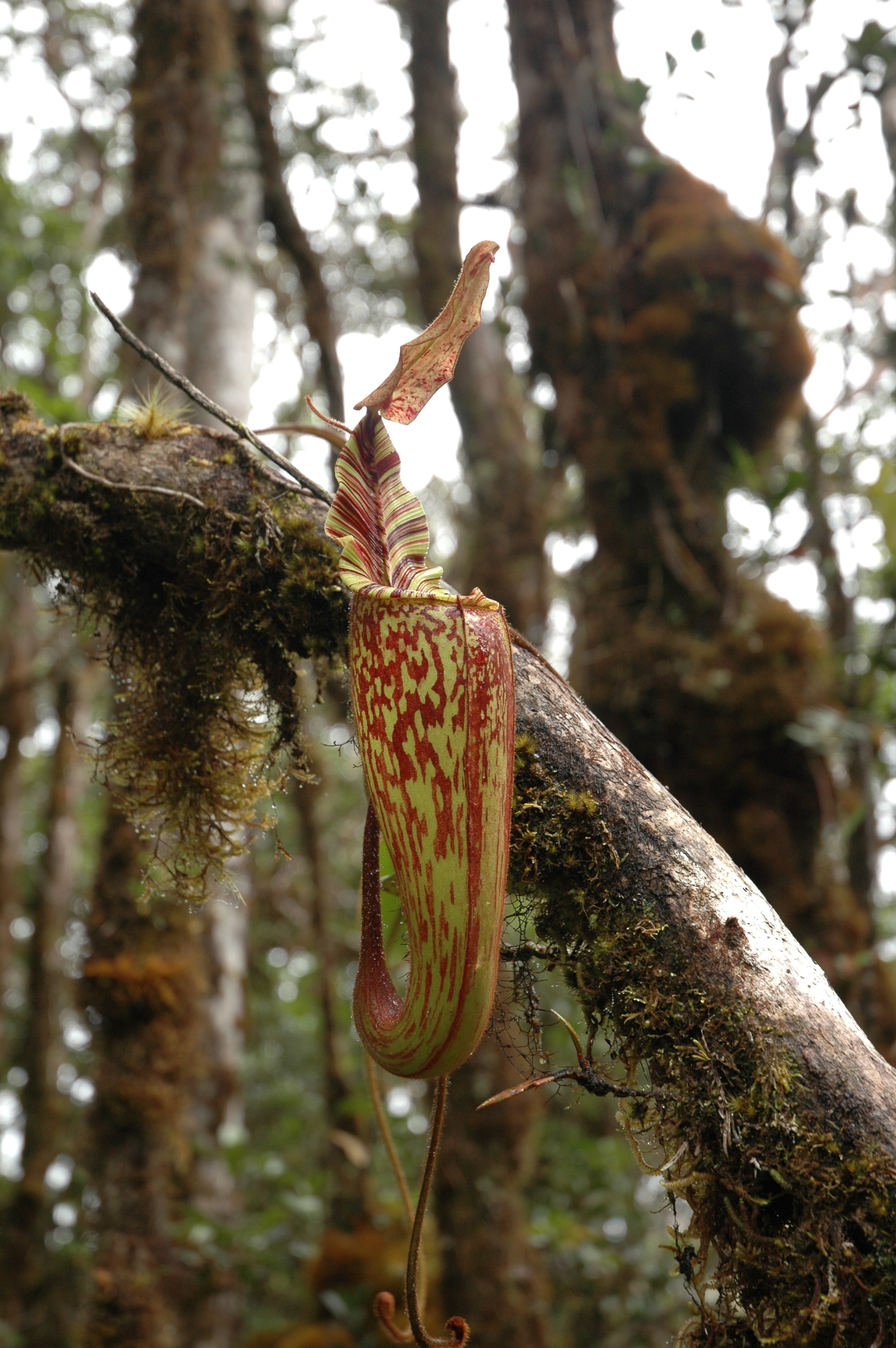
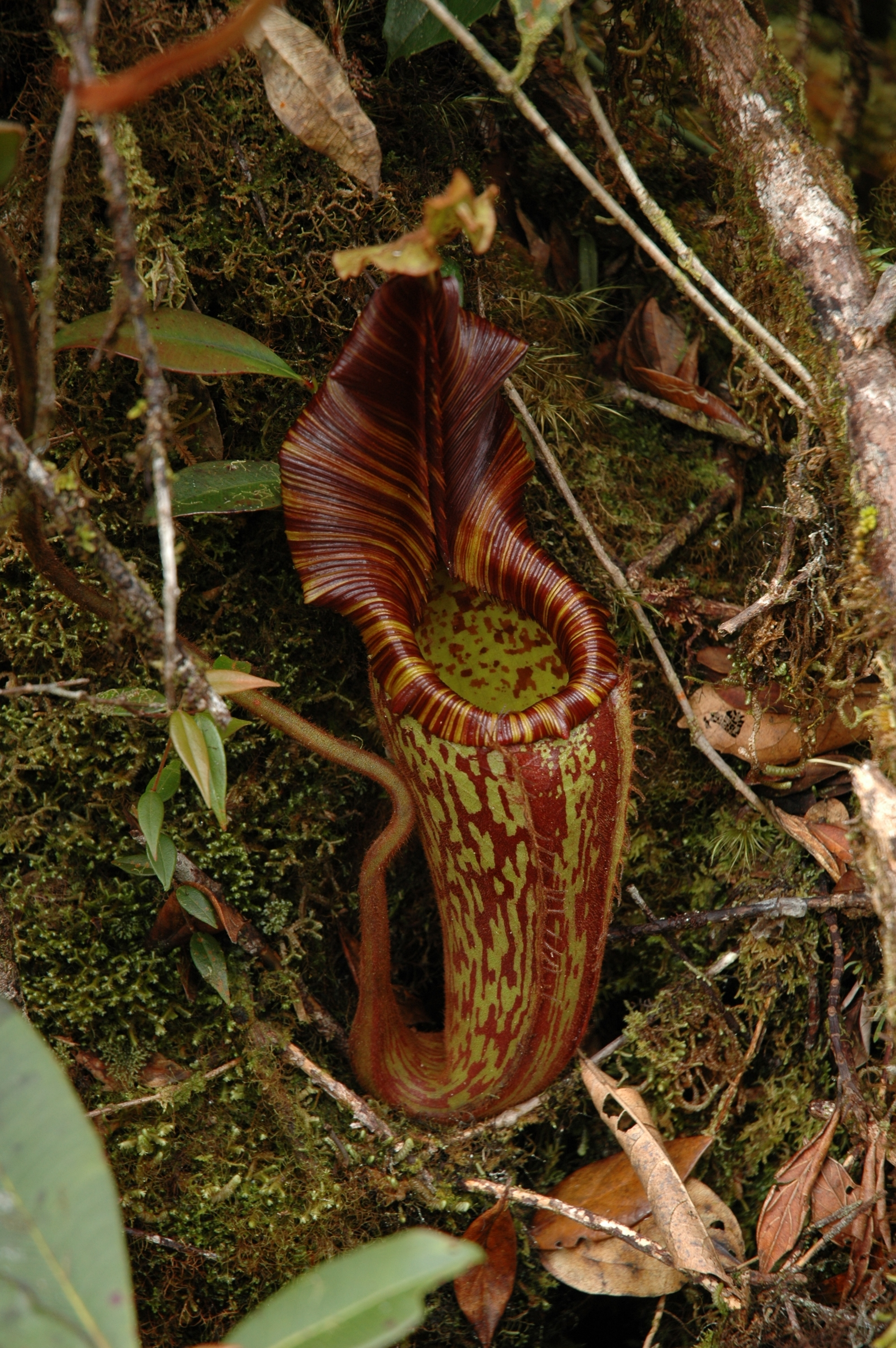
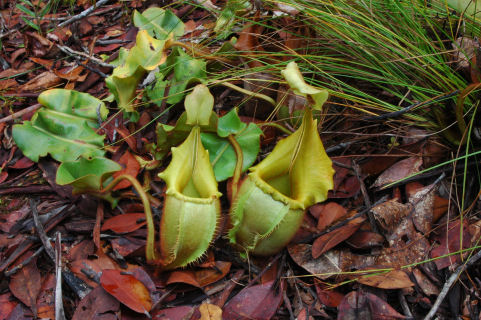